# Supercoupe d'Europe masculine de handball 2002
Navigation
Supercoupe 2001 Supercoupe 2003
La Supercoupe d'Europe masculine de handball 2002 est la 7e édition de la compétition qui a eu lieu les 25 et 26 octobre 2002 à Magdebourg en Allemagne.
Elle est remportée par le SC Magdebourg pour la 2e fois.

## Équipes engagées et formule
Les équipes engagées sont :
- SC Magdebourg, vainqueur de la Ligue des champions 2001-2002 (C1) et organisateur ;
- ADC Ciudad Real, vainqueur de la Coupe des coupes (C2) ;
- THW Kiel, vainqueur de la Coupe de l'EHF (C3) ;
- Veszprém KSE, invité en tant que finaliste de la Ligue des champions 2001-2002 (C1) ;

Le format de la compétition est une phase finale à 4 (demi-finale, finale et match pour la 3e place) avec élimination directe.

## Résultats
|  | Demi-finales    | Demi-finales  |                        |    | Finale | Finale |
|  | Demi-finales    | Demi-finales  |                        |    | Finale | Finale |
|  |                 |               |                        |    |        |        |
|  |                 |               |                        |    |        |        |
|  |                 |               |                        |    |        |        |
|  | THW Kiel        | 23            |                        |    |        |        |
|  | THW Kiel        | 23            |                        |    |        |        |
|  | Veszprém KSE    | 31            |                        |    |        |        |
|  | Veszprém KSE    | 31            | Veszprém KSE           | 30 |        |        |
|  |                 |               | Veszprém KSE           | 30 |        |        |
|  |                 | SC Magdebourg | 31                     |    |        |        |
|  | SC Magdebourg   | SC Magdebourg | 31                     | 35 |        |        |
|  | SC Magdebourg   |               |                        | 35 |        |        |
|  | ADC Ciudad Real | 33            |                        |    |        |        |
|  | ADC Ciudad Real | 33            | Match pour la 3e place |    |        |        |
|  |                 |               |                        |    |        |        |
|  |                 |               |                        |    |        |        |
|  |                 |               |                        |    |        |        |
|  | THW Kiel        | 20            |                        |    |        |        |
|  | THW Kiel        | 20            |                        |    |        |        |
|  | ADC Ciudad Real | 32            |                        |    |        |        |
|  | ADC Ciudad Real | 32            |                        |    |        |        |

### Demi-finales
| 25 octobre 2002 18h00 | THW Kiel  | 23 - 31 | Veszprém KSE | Anhalt-Arena, Dessau, Allemagne Affluence : 3 004 Arbitrage : Gilles Bord, Olivier Buy |
| 25 octobre 2002 18h00 | (11 - 15) |         |              | Anhalt-Arena, Dessau, Allemagne Affluence : 3 004 Arbitrage : Gilles Bord, Olivier Buy |
| 25 octobre 2002 18h00 | Rapport   |         |              | Anhalt-Arena, Dessau, Allemagne Affluence : 3 004 Arbitrage : Gilles Bord, Olivier Buy |

| 25 octobre 2002 20h15 | SC Magdebourg | 35 - 33 | ADC Ciudad Real | Anhalt-Arena, Dessau, Allemagne Affluence : 3 004 Arbitrage : Jan Boye, Bjarne Munk Jense |
| 25 octobre 2002 20h15 | (18 - 15)     |         |                 | Anhalt-Arena, Dessau, Allemagne Affluence : 3 004 Arbitrage : Jan Boye, Bjarne Munk Jense |
| 25 octobre 2002 20h15 | Rapport       |         |                 | Anhalt-Arena, Dessau, Allemagne Affluence : 3 004 Arbitrage : Jan Boye, Bjarne Munk Jense |

### Match pour la3eplace
| 26 octobre 2002 13h00 | ADC Ciudad Real | 32 - 20 | THW Kiel | Bördelandhalle, Magdebourg, Allemagne Affluence : 3 500 Arbitrage : Gilles Bord, Olivier Buy |
| 26 octobre 2002 13h00 | (14 - 11)       |         |          | Bördelandhalle, Magdebourg, Allemagne Affluence : 3 500 Arbitrage : Gilles Bord, Olivier Buy |
| 26 octobre 2002 13h00 | Rapport         |         |          | Bördelandhalle, Magdebourg, Allemagne Affluence : 3 500 Arbitrage : Gilles Bord, Olivier Buy |

### Finale
| 26 octobre 2002 15h15 | Veszprém KSE | 30 - 31 | SC Magdebourg | Bördelandhalle, Magdebourg, Allemagne Affluence : 4 500 Arbitrage : Jan Boye, Bjarne Munk Jense |
| 26 octobre 2002 15h15 | (15 - 17)    |         |               | Bördelandhalle, Magdebourg, Allemagne Affluence : 4 500 Arbitrage : Jan Boye, Bjarne Munk Jense |
| 26 octobre 2002 15h15 | Rapport      |         |               | Bördelandhalle, Magdebourg, Allemagne Affluence : 4 500 Arbitrage : Jan Boye, Bjarne Munk Jense |